# Laurent Imbert
Laurent-Marie-Joseph Imbert (Marignane, 15 aprile 1797 – Saenamteo, 21 settembre 1839) è stato un missionario francese della Società per le missioni estere di Parigi, vescovo titolare di Capso e vicario apostolico di Corea, decapitato durante le persecuzioni contro i cristiani. Beatificato come martire nel 1925, è stato proclamato santo da papa Giovanni Paolo II nel 1984.
Il suo elogio si legge nel Martirologio romano al 21 settembre.

## Genealogia episcopale
La genealogia episcopale è:
- Arcivescovo François de Bovet
- Vescovo Jacques-Léonard Pérocheau
- Vescovo Giacomo Luigi Fontana, M.E.P.
- Vescovo Laurent Imbert, M.E.P.